# Bence-hegyi kilátó
A Bence-hegyi kilátót 2018 márciusában adták át a Sukoró melletti Bence-hegyen. A 20 méter magas toronyra 113 (torony)+42 (felvezető út) lépcső vezet fel.

## Története
A Velencei-tóra jó kilátást nyújtó 210 méteres magaslaton már 1965 novemberében emeltek kilátót. Erre a célra egy elavult olajfúró-tornyot helyeztek át a zalai olajmezőkről. Az acéltorony hamar nevezetessé vált, jó tájékozódási pontot jelentett a kirándulók és a tavon hajózók számára is. Sziluettjét két helyi egyesület is használta logójában.
Karbantartás hiányában azonban az acéltorony szerkezete elöregedett, 1988-ra életveszélyessé vált, ezért robbantással lebontották. A velencei önkormányzat a kilátó helyén több alkalommal is megpróbált új tornyot építtetni, de kísérleteik meghiúsultak. Végül a Velencei-tó és Térsége, Váli-völgy, Vértes Térségi Fejlesztési Tanács valamint a VADEX Mezőföldi Erdő- és Vadgazdálkodási Zrt. 2014 végén nyolcvanmillió forintos keretösszeggel kiírt ötletpályázata már nagy sikert aratott, arra 156 pályamű érkezett. A bíráló bizottság a közönség szavazatait is figyelembe véve Kruppa Gábor és Merkel Tamás építészek (egyébként második díjas) természeti formákat is idéző tervét fogadta el megvalósításra.
A torony építése 2016 júliusában indult, de a fővállalkozó cég nehézségei miatt a 2017 januárra tervezett átadás csúszott és a költségek is emelkedtek. Végül 2017 szeptemberében folytatódtak a munkálatok, és a létesítményt Semjén Zsolt miniszterelnök-helyettes adta át a 2018-as választási kampány idején.Az ünnepség során kisebb tüntetésre is sor került a politikus vadászati szokásai ellen.

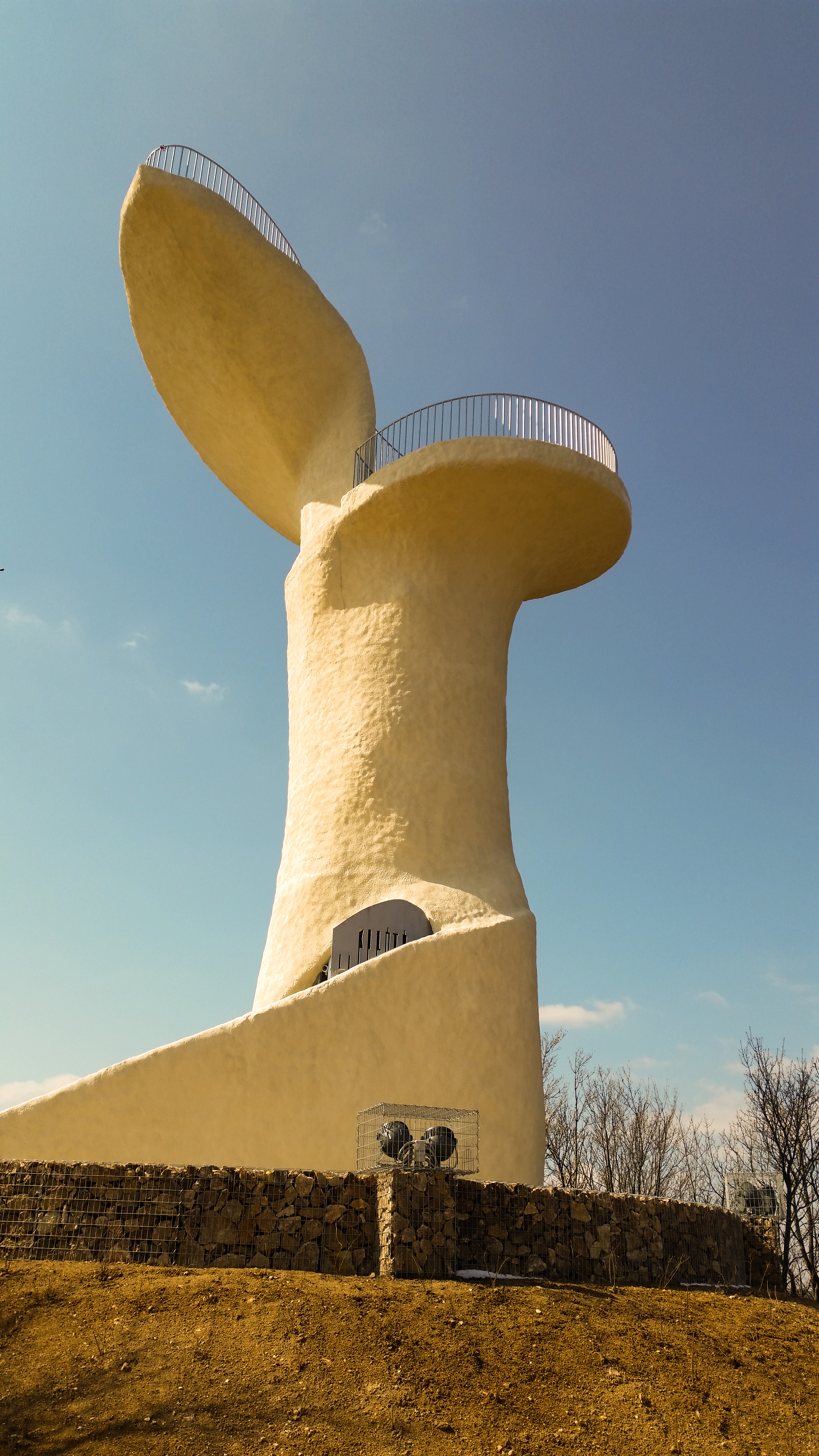
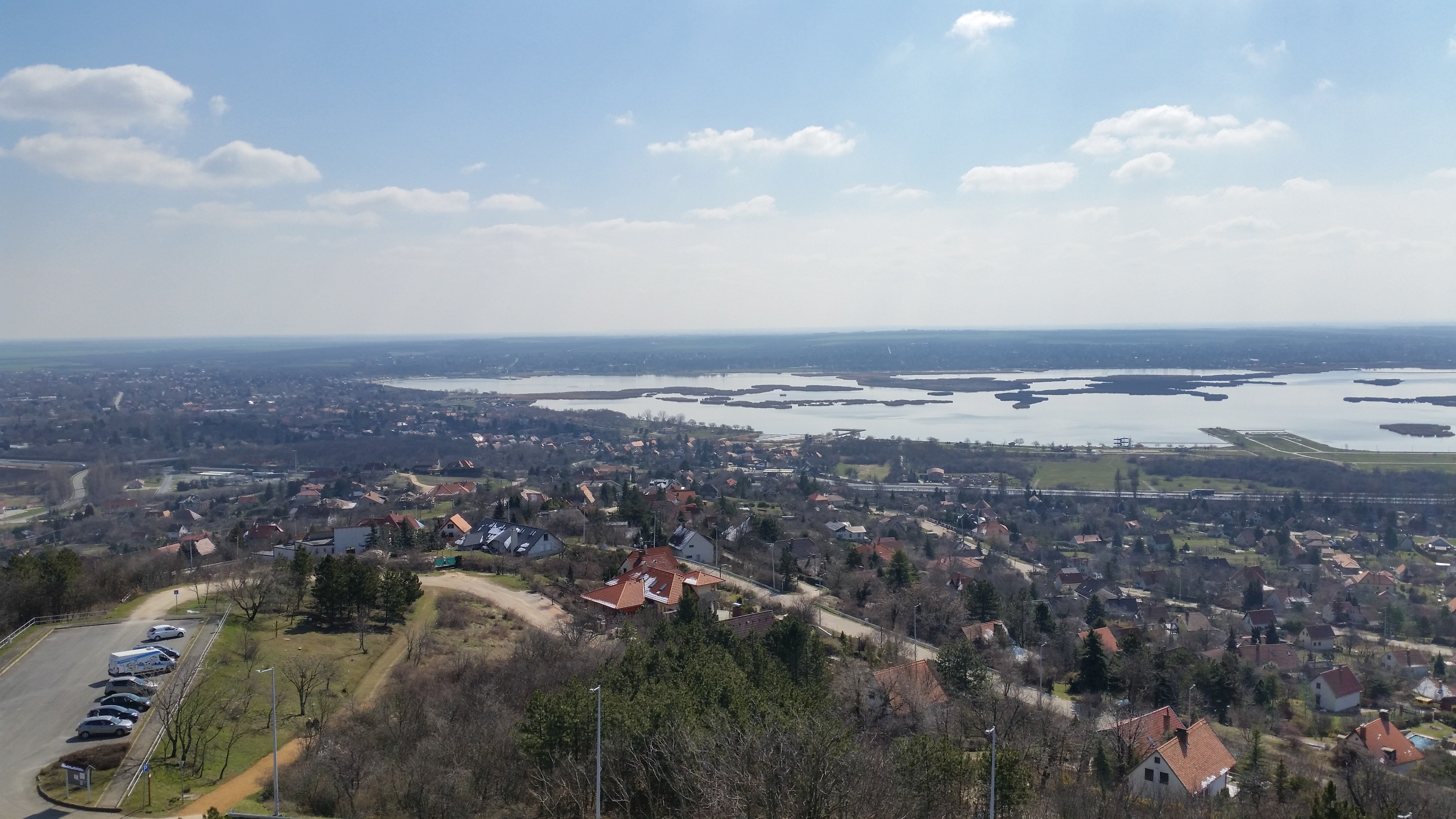
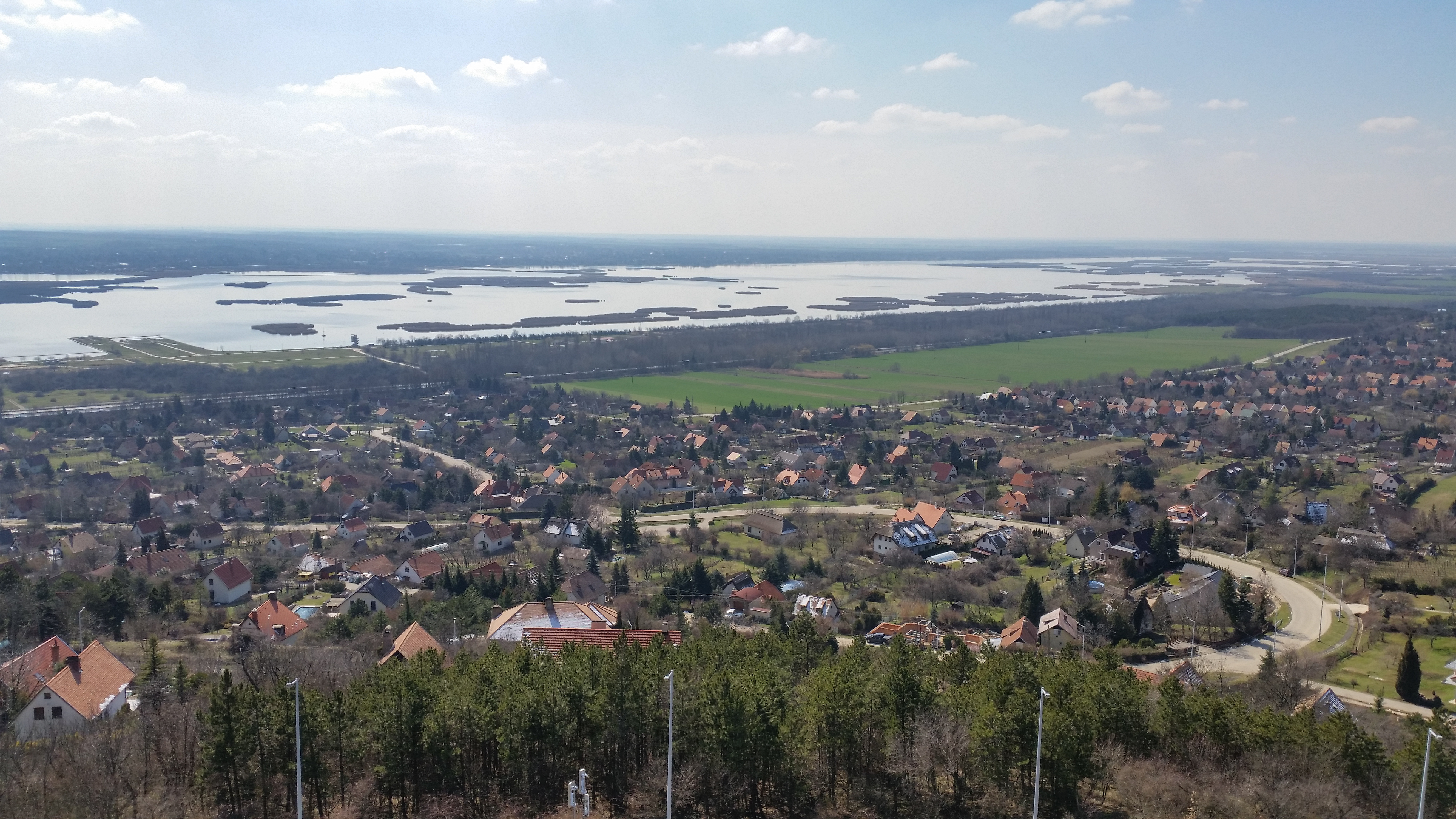